# Радек Ширл
Радек Ширл (чеськ. Radek Šírl, нар. 20 березня 1981, Рудна) — чеський футболіст, що грав на позиції лівого захисника.
Виступав, зокрема, за клуб «Зеніт», а також національну збірну Чехії.
Дворазовий чемпіон Росії. Володар Суперкубка Росії. Володар Кубка Росії. Володар Кубка УЄФА. Володар Суперкубка УЄФА.

## Клубна кар'єра
Народився 20 березня 1981 року в місті Рудна. Вихованець футбольної школи клубу «Спарта» (Прага).
У дорослому футболі дебютував 2000 року виступами за команду клубу «Богеміанс 1905», в якій провів один сезон, взявши участь у 19 матчах чемпіонату. 
Згодом з 2001 по 2002 рік грав у складі команд клубів «Спарта» (Прага) та «Богеміанс 1905».
Своєю грою за останню команду привернув увагу представників тренерського штабу клубу «Зеніт», до складу якого приєднався 2003 року. Відіграв за санкт-петербурзьку команду наступні сім сезонів своєї ігрової кар'єри. За цей час двічі виборював титул чемпіона Росії, ставав володарем Суперкубка Росії, володарем Кубка УЄФА, володарем Суперкубка УЄФА.
Протягом 2010—2013 років захищав кольори клубів «Млада Болеслав», «Вікторія» (Пльзень) та «Млада Болеслав».
Завершив професійну ігрову кар'єру у клубі «Богеміанс 1905», у складі якого вже виступав раніше. Прийшов до команди 2013 року, захищав її кольори до припинення виступів на професійному рівні у 2016 році.

## Виступи за збірні
Протягом 2001–2002 років залучався до складу молодіжної збірної Чехії. На молодіжному рівні зіграв у 13 офіційних матчах.
У 2006 році дебютував в офіційних матчах у складі національної збірної Чехії. Протягом кар'єри у національній команді, яка тривала 4 роки, провів у формі головної команди країни лише 8 матчів.

## Титули і досягнення
- Чемпіон Росії (1):

«Зеніт»:  2007
- Володар Суперкубка Росії (1):

«Зеніт»: 2008
- Володар Кубка Росії (1):

«Зеніт»: 2009-10
- Володар Кубка Чехії (1):

«Млада Болеслав»: 2010-11
- Володар Кубка УЄФА (1):

«Зеніт»: 2007-2008
- Володар Суперкубка УЄФА (1):

«Зеніт»: 2008